# جوردن جونز
جوردن جونز (بالإنجليزية: Jordan Jones)‏ (24 أكتوبر 1994 بردكار في المملكة المتحدة - ) هو لاعب كرة قدم بريطاني في مركز الوسط. لعب مع نادي ميدلزبره.

## مسيرته الكروية
لعب جوردن جونز خلال مسيرته الاحترافية مع 5 أندية في تسعة مواسم وسجل خلالها 11 هدفًا ضمن 115 مباراة. ولم يفز بأي موسم بالكأس أو بالدوري.
خاض جوردن جونز مسيرته مع نادي ميدلزبره في موسم 2012–13 واستمر معه طيلة ثلاثة مواسم، لم يشارك في أي مباراة ولم يسجل أي هدف. ثم انتقل إلى نادي هارتلبول يونايتد في موسم 2014–15 لمدة موسم واحد، حيث شارك في 10 مباريات ولم يسجل أي هدف أيضًا. لينتقل بعدها إلى نادي كامبريدج يونايتد في موسم 2015–16 لمدة موسم واحد، مشاركًا في مباراة ولم يسجل أي هدف أيضًا. ثم انتقل إلى نادي كيلمارنوك في موسم 2016–17 واستمر معه طيلة ثلاثة مواسم، مشاركًا في 97 مباراة سجل خلالها 11 هدفًا. هذا وانتقل لاحقًا إلى نادي رينجرز في موسم 2019–20 لمدة موسم واحد، مشاركًا في 7 مباريات ولم يسجل أي هدف.

## وصلات خارجية
- جوردن جونز على موقع الاتحاد الأوربي (الإنجليزية)
- جوردن جونز على موقع قاعدة بيانات كرة القدم.إي يو (الإنجليزية)
- جوردن جونز على موقع ناشيونال فوتبول تيمز (الإنجليزية)
- جوردن جونز على موقع Soccerbase.com (لاعب) (الإنجليزية)
- جوردن جونز على موقع Soccerway.com (الإنجليزية)